# Dontostemon micranthus
Dontostemon micranthus är en korsblommig växtart som beskrevs av Carl Anton von Meyer. Dontostemon micranthus ingår i släktet Dontostemon och familjen korsblommiga växter. Inga underarter finns listade i Catalogue of Life.